# Lindsay Duncan
Lindsay Vere Duncan (Edimburgo, Escocia, 7 de noviembre de 1950) es una actriz británica ganadora de un Tony de teatro por su interpretación en la obra Private Lives.

## Biografía
Estudia en la London's Central School of Speech and Drama y trabajó en pequeños papeles de teatro antes de comenzar a actuar en producciones de televisión en los años 1980 como On Approval (1982), Reilly, Ace of Spies (1983), Dead Head (1985) y Traffik (1989). En teatro interpretó a la marquesa de Merteuil en la producción de la Royal Shakespeare Company Les liaisons dangereuses en Stratford, Londres y Nueva York.
En los años 1990, siguió apareciendo en prestigiosas obras en Londres y en producciones para televisión, como una producción de 1999 sobre Oliver Twist, interpretando a Elizabeth Leeford en esa adaptación. Duncan también apareció en la adaptación al cine de 1999 de la obra de Jane Austen Mansfield Park (interpretando tanto a la madre de la heroína como a su tía adicta a las drogas)), en la serie de 1997 A History of Tom Jones: A Foundling, en la adaptación de 1996 de El sueño de una noche de verano como Hippolyta y Titania, y en la serie de 1993 Year in Provence como la esposa de autor Peter Mayle.
En los años 2000 Duncan interpretó a Servilia Caepionis en la serie de la HBO y la BBC Roma y a Rose Harbinson en Starter for 10. Envejecida por el maquillaje, interpretó a la esposa de Lord Longford, Elizabeth, en Señor Longford. En 2008, Duncan interpretó a Margaret Thatcher en un telefilme de la BBC. También apareció como invitada en la serie Agatha Christie's Poirot y Sherlock.
Sobre los escenarios, participó en el montaje de John Gabriel Borkman (2011), de Ibsen, junto a Alan Rickman y Hay Fever (2012), de Noel Coward.
En cine interpretó a una crítica teatral en la cinta Birdman, así como a la reina Annis en la serie de la BBC Las aventuras de Merlín. Fue elegida para interpretar un papel en Doctor Jekyll de 2023.
En 2011 interpreta a la asesora del ministro Callow en la serie de televisión británica Black Mirror (episodio "The National Anthem").